# Púlpito de la catedral de Segovia

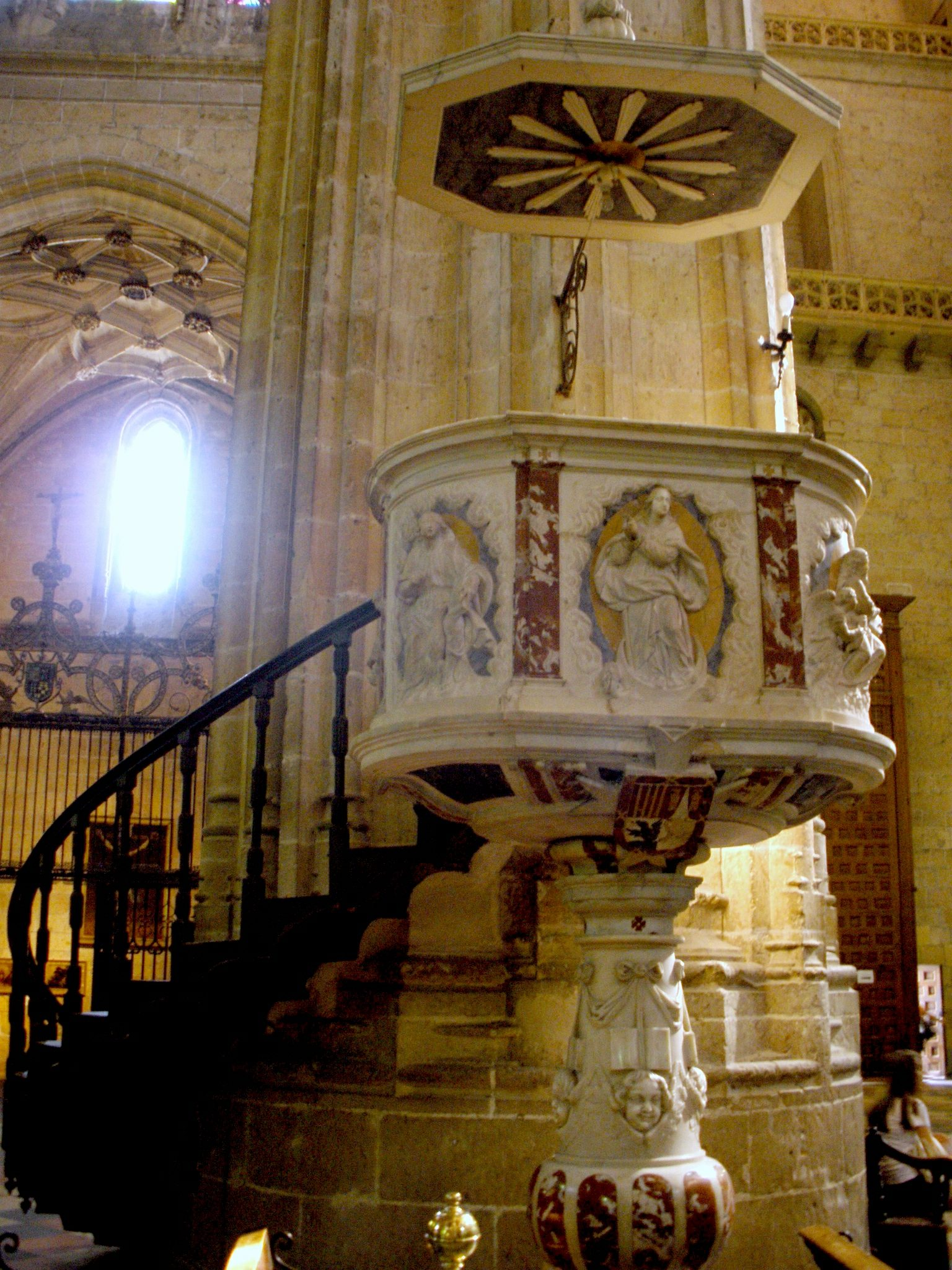
Púlpito de la catedral de Segovia.

El púlpito de la catedral de Segovia es una pieza escultórica que se conserva en la catedral de Santa María de la ciudad de Segovia (Castilla y León).
Procede del antiguo monasterio de San Francisco de la villa segoviana de Cuéllar, erigido por la Casa de la Cueva como panteón del Ducado de Alburquerque. Se trata de una pieza del siglo XVII, realizada posiblemente en Génova, en mármol de diversos colores, siendo el blanco y el encarnado la base de la pieza. Su plafón central custodia en relieve a la Inmaculada Concepción, mientras que en los laterales aparecen del mismo modo los cuatro evangelistas: Marcos, Mateo, Lucas y Juan. Junto a la base, y realizado también en mármoles de colores, custodia el escudo de la Casa de la Cueva.
Tras la exclaustración del monasterio en 1835, el púlpito fue donado por su entonces propietario, Nicolás Osorio y Zayas, marqués de Alcañices y duque de Alburquerque al cabildo segoviano, que lo instaló en la iglesia catedral de la ciudad el 23 de enero de 1845.